# Ratold
Ratold (ur. ok. 889, zm. po 896) – król-koregent Włoch, rządzący przez około miesiąc jesienią 896 roku.
Był nieślubnym synem Arnulfa z Karyntii, również pozamałżeńskiego syna króla wschodniofrankijskiego Karlomana. Być może jego rodzonym (ewentualnie przyrodnim) bratem był Zwentibold (Świętopełk), książę Lotaryngii. Na podstawie imienia przypuszcza się, że matka Ratolda pochodziła z Lombardii. Został wskazany przez ojca jako współwładca przed wyprawą do Niemiec w 896 roku i pozostawiony w Mediolanie. Wkrótce potem Włochy zaatakował Lambert II ze Spoleto, konkurent Arnulfa do korony, a Ratold został zmuszony do ucieczki. Nic nie wiadomo o jego dalszych losach.